# Anikó Laki
Anikó Laki es una deportista húngara que compitió en natación adaptada. Ganó una medalla de plata en los Juegos Paralímpicos de Barcelona 1992 en la prueba de 100 m braza (clase SB8).

## Palmarés internacional
| Juegos Paralímpicos | Juegos Paralímpicos | Juegos Paralímpicos | Juegos Paralímpicos |
| Año                 | Lugar               | Medalla             | Prueba              |
| ------------------- | ------------------- | ------------------- | ------------------- |
| 1992                | Barcelona (España)  | Medalla de plata    | 100 m braza SB8     |